# 胭脂 (电视剧)
《胭脂》 是由新丽传媒、海润影视、海宁月亮开花影视文化有限公司联合出品的一部近代传奇抗战剧，由徐纪周执导，赵丽颖、陆毅、陶昕然、袁文康、苏小玎、叶峰等演员主演。该剧于2015年7月开始拍摄，2015年11月杀青，2016年9月27日正式播出。

## 平台
| 頻道              | 所在地 | 播映日期       | 播出時間                                                                |
| ----------------- | ------ | -------------- | ----------------------------------------------------------------------- |
| 東方衛視/浙江衛視 | 中国   | 2016年9月27日  |                                                                         |
| 城市電視          | 加拿大 | 2016年12月16日 | 西岸时间 星期一至五4:00 PM及10:35PM 东岸时间 星期一至五7:00 PM及1:35 AM |

## 劇情
1937年，侵华日军发动全面侵华战争，激起了中华民族强烈的爱国热情。上海进步女青年蓝胭脂（赵丽颖 飾）因为一次宣讲活动，机缘巧合卷进了中日交锋当中。她不顾自身安危为抗战积极奔走，立下战功后更想戎马关山、以身报国。胭脂加入中国国民党后，历经大小战斗，却发现国民党内部的消极和堕落。信仰动摇之际，胭脂得中国共产党党员周宇浩（陆毅 飾）的指引和鼓舞，继续着抗日征程。在艰苦卓绝的斗争中，胭脂逐步成长，终于成为了一名合格党员。

## 登场人物

### 主要角色
| 演员   | 角色   | 简介 |
| 赵丽颖 | 蓝胭脂 | 金信银行行长千金 南京中央大学数学系学生，爱国青年。 极具天赋，因其超强潜质而先后被军统、中共相中，想拉拢进各自的阵营。 对酒精过敏，怕狗。 与冯曼娜是好姐妹，后因冯子雄夫妇横死而反目成仇。 被宋勉委派为最佳人选，接近汉奸冯子雄收取情报。 后加入军统成为一名特工，却因自大、自负的个性导致许多伙伴牺牲。 经历种种考验与磨练后，被万志超指派执行秘密潜伏任务，潜伏于特高课获取情报。 与宋勉有种微妙的关系，既是其最得意的门生，又得知其深爱的是自己的同学，林天沐。 与周宇浩前期亦敌亦友，后成为欢喜冤家，最终成为携手抗日的战友，也是夫妻。 参见军统南京军事委员会/军统上海联络站 参见日本特高课驻上海特战总部 参见中共地下党 参见蓝家/金信银行 |
| 陆毅   | 周宇浩 | 军统南京军事委员会少校参谋 日本特高课派驻上海特战总部督察员 上海特战总部副主任兼情报科科长 实际身份是中共地下党特工，代号：钨丝 潜伏于军统处是为了接近“影子”收取情报。 后冒名顶替因一次意外身亡的“影子”接近冯子雄、冯曼娜，继续执行自己的任务。 是冯曼娜父母双亡后唯一的依靠、支柱，其称呼为：三哥。 后随其加入日本特高课驻上海特战总部，担任督察员一职。 因相中具有天赋的胭脂，一心想拉拢其进入中共阵营，不惜自曝身份多次出手相救险些曝露的她。 最终与蓝胭脂，冯曼娜联手对付日军，也与蓝胭脂结为夫妻 参见军统南京军事委员会/军统上海联络站 参见日本特高课驻上海特战总部 参见中共地下党                                                         |
| 陶昕然 | 冯曼娜 | 上海特战总部侦察科/机要科科长 上海特战总部副主任兼任侦察科科长 南京中央大学数学系女学生，爱国女青年。 原为军统军需处处长千金，后因父母亲是日军间谍身份曝光后家破人亡。 与蓝胭脂本是无话不说的好姐妹，后因父母双亡而反目成仇，一心只想报复她。 被仇恨蒙蔽双眼的她，投靠日本人成为一名特高课女特工、手段也越变越凶狠，一心只想致胭脂于死地。 视“影子”周宇浩为唯一的依靠与精神支柱，极其信任他。 因破译军统电报密码有功，被日本特高课总部授予“少佐”军衔。 最终觉悟自己过往犯的错，而与蓝胭脂、周宇浩联手对付日军。 在周蓝联姻上射杀大岛将军却被仙道枫抓获。其實一直喜歡周宇浩。 参见日本特高课驻上海特战总部                                       |
| 袁文康 | 宋勉   | 军统上海联络站特工/锄奸队队长 听命于万站长，对其来说军令如山但为人却重情重义。 担任青浦特训班教官，训练胭脂、章国盛、沈兰兰等学员。 因不知胭脂执行秘密任务而误以为她叛变，对其展开锄奸任务，开枪射中其脑部。所幸因为手抖而没有直接取了胭脂的性命。 与胭脂有种微妙的关系，却深爱妻子林天沐。 后为了替周宇浩保守身份的秘密，开枪自杀。 参见军统南京军事委员会/军统上海联络站 |

#### 军统南京军事委员会/军统上海联络站
| 演员   | 角色   | 简介 |
| 高鑫   | 周汉光 | 军统南京军事委员会少校参谋 实际身份为日军间谍，代号：影子；潜伏于军统南京军事委员会是为了收取情报。 与冯子雄是单线联系，互通情报的关系。 与冯曼娜是有婚约的青梅竹马，被曼娜称呼为“三哥” 後被軍統殺害。 参见日本特高课驻上海特战总部 |
| 陆毅   | 周宇浩 | 军统南京军事委员会少校参谋 周汉光同乡好兄弟。 详见主要角色 参见日本特高课驻上海特战总部 参见中共地下党 |
| 肖聪   | 秦戈   | 军统上海联络站总负责人 继万志超与宋勉牺牲后，接手管理军统上海站。 是胭脂的新上线。 因和老六打斗中被队友开枪误杀。 |
| 李梦男 | 万志超 | 军统上海联络站站长 戴笠属下 后因胭脂的任务而指使宋勉向自己开枪。 |
| 袁文康 | 宋勉   | 军统锄奸队队长 上海联络站特工，青浦特训班教官。 |
| 马灿灿 | 林天沐 | 军统上海站联络员 恩济医院护士 天主教徒，是胭脂、曼娜的同学。 与宋勉交往后结婚。 宋勉牺牲后，被秦戈游说加入军统上海联络站出任情报联络员一职，其唯一的要求是不许让她去杀人。 为让蓝母与周宇浩逃脱而落入仙道枫之手，于浴室里割脉自杀。 |
| 房晓航 | 徐涛   | 军统锄奸队特工 跟随宋勉多年 |
| 刘彦卿 | 老乔   | 军统锄奸队特工 跟随宋勉多年，实际上暗中与中統有来往。 被冯曼娜击毙后带往恩济医院抢救。因不愿供出更多的消息，将被缝补好的伤口撕裂，流血过多至死。                                                                                    |
| 赵丽颖 | 蓝胭脂 | 军统特工 青浦特训班学员 详见主要角色 参见日本特高课驻上海特战总部 参见中共地下党 参见蓝家/金信银行 |
| 王子辰 | 章国盛 | 军统特工 青浦特训班学员 执行任务时不幸被曼娜识破被捕，禁不起严刑逼供而供出胭脂行踪。 |
| 邱璐璠 | 沈兰兰 | 军统特工 青浦特训班学员 |
| 程龙   | 刘晓   | 军统特工 青浦特训班学员 因执行任务时不慎败露身份，不愿被抓捕而欲逃走、被击毙。 |
| 石兆琪 | 冯子雄 | 军统军需处处长 实际身份为日军间谍网领导，汉奸。 参见日本特高课驻上海特战总部 参见冯家 |
| 杨凯茗 | 刘副官 | 冯子雄下属，替其与度边一郎交换情报。 |
| 赵寰宇 | 陈嘉纶 | 冯子雄下属 参见日本特高课驻上海特战总部 |
| 宗晓军 | 张翔   | 军统军需处采购科科长 冯子雄谍报网联络图成员，代号：小虾 被胭脂击毙。 参见日本特高课驻上海特战总部 |

#### 中共地下党
| 演员   | 角色   | 简介 |
| 陈铮   | 李杰   | 中共地下党联络员 潜伏身份是沪光照相馆老板，是周宇浩的上线，向其传达上司的命令。 数次被用刑依然不愿意曝露周宇浩的身份。 後為防止阿春指認周宇浩，撞上阿春一同墜樓，頭部創傷陷入昏迷，但實則是假昏迷。 被送入杉機關治療，卻被仙道楓識破。 最終為保全周宇浩的身份，拼死咬舌自盡。 |
| 侯京健 | 蒋书忆 | 中共地下党联络员 代号：德良 潜伏身份是恩济医院医生，是周宇浩的新上线。 |
| 陆毅   | 周宇浩 | 中共地下党特工 代号：钨丝 李杰下线。 详见主要角色 参见日本特高课驻上海特战总部 参见军统南京军事委员会/军统上海联络站 |
| 周乐   | 张奇   | 中共地下党特工 实际身份是日本间谍，代号：雁；潜伏于共产党。 参见日本特高课驻上海特战总部 |
| 赵丽颖 | 蓝胭脂 | 中共地下党特工 详见主要角色 参见日本特高课驻上海特战总部 参见军统南京军事委员会/军统上海联络站 参见蓝家/金信银行 |
| 徐天星 | 阿春   | 中共发报员 潜伏身份是沪光照相馆员工。 因禁不起特战总部的酷刑而供出照相馆是中共其中一个联络点和战总部内有中共间谍。 因上线李杰不愿意让周宇浩的身份曝露，在指认的时候被其拉着跳楼身亡。                                                                                         |
| 钟林   | 老彭   | 中共地下党闸北区负责人 代号：厚泽 |

#### 日本特高课驻上海特战总部
| 演员   | 角色     | 简介 |
| 姚未平 | 大岛将军 | 日本杉机关领导 从日本带来有关于货币战的指令，也是研发生化武器的负责人。 被冯曼娜于周蓝婚礼上击毙。 |
| 叶峰   | 青木武重 | 日本特高科科长 上海特战总部顾问兼最高领导。 于火车站被蓝胭脂枪杀。 接替者为仙道枫。 |
| 苏小玎 | 仙道枫   | 日本特高科课长 接任青木武重，担任上海特战总部最高领导。 喜欢冯曼娜。 |
| 秦浩   | 渡边一郎 | 日本特高科侦查股股长 上海特战总部宪兵队队长 被周宇浩击毙。 |
| 陆毅   | 周宇浩   | 上海特战总部副主任 上海特战总部副主任兼情报科科长 日本特高课派驻上海特战总部督察员 详见主要角色 参见军统南京军事委员会/军统上海联络站 参见中共地下党                                                           |
| 陶昕然 | 冯曼娜   | 上海特战总部副主任 上海特战总部副主任兼任侦察科科长 上海特战总部侦察科/机要科科长 详见主要角色 |
| 赵寰宇 | 陈嘉纶   | 上海特战总部副主任兼任行动队队长 上海特战总部行动队队长 原为冯子雄下属，后跟随冯曼娜，为人爱谋取私利。 被诬陷是内鬼的身份后被冯曼娜击毙。 参见军统南京军事委员会/军统上海联络站                                |
| 孙仲秋 | 朱成     | 上海特战总部行动队队长 原本是青浦保安队队长，后被曼娜提拔到特战总部任职。 被曼娜安排安插于金信银行担任副经理。 在暗中偷偷喜歡著曼娜，並幫助他。 后被仙道枫指派接替陈嘉纶出任行动队队长一职。 参见蓝家/金信银行 |
| 秦戈   | 老王     | 上海特战总部行动队副队长 陈嘉纶属下。 後被陷害遭青木射殺。 |
| 赵丽颖 | 蓝胭脂   | 上海特战总部情报科科长 周宇浩下属，被安置于情报分析处，隶属情报科。 后被仙道枫指派出任情报科科长一职。 详见主要角色 参见军统南京军事委员会/军统上海联络站 参见中共地下党 参见蓝家/金信银行                     |
| 周乐   | 张奇     | 上海特战总部侦察科科长 日本间谍 代号：雁 身份曝露后从中共逃离归队，被大岛将军指派出任侦察科科长一职。 最後被周宇浩擊斃。 参见中共地下党                                                                        |
| 张境佳 | 八爷     | 上海特战总部特工 原来身份是上海滩黑社会老大，是冯子雄默默安排潜伏于上海的棋子。 后跟随冯曼娜进入特工总部，听从曼娜指令。 被周宇浩开枪射杀。                                                                    |
| 汤寅   | 黑皮     | 上海特战总部特工 被周宇浩擊斃 |
| 张明磊 | 阿生     | 上海特战总部特工 |
| 宋彦承 | 老六     | 上海特战总部特工 仙道枫随从。 身手不凡，後與周宇浩決鬥被勒死。 |
| 宗晓军 | 张翔     | 日本间谍 冯子雄谍报网联络图成员，代号：小虾 参见军统南京军事委员会/军统上海联络站 |
| 石兆琪 | 冯子雄   | 日本间谍 参见军统南京军事委员会/军统上海联络站 参见冯家 |
| 高鑫   | 周汉光   | 日本间谍 代号：影子 参见军统南京军事委员会/军统上海联络站 |
| 赵雷奇 | 龙二     | 日本间谍 |

#### 蓝家/金信银行
| 演员   | 角色   | 简介 |
| 舒耀瑄 | 蓝长明 | 金信银行行长 |
| 周玲   | 晨曦   | 蓝长明妻子，蓝胭脂之母。                                                                                          |
| 赵丽颖 | 蓝胭脂 | 蓝长明，晨曦之女。 详见主要角色 参见军统南京军事委员会/军统上海联络站 参见日本特高课驻上海特战总部 参见中共地下党 |
| 马熙米 | 小红   | 蓝家丫鬟 |
| 朱峰   | 蔡襄理 | 金信银行员工 |
| 孙仲秋 | 朱成   | 金信银行副经理 被冯曼娜安排安插于金信银行。 参见日本特高课驻上海特战总部                                          |

#### 冯家
| 演员   | 角色   | 简介                                                                          |
| 石兆琪 | 冯子雄 | 冯曼娜之父 参见军统南京军事委员会/军统上海联络站 参见日本特高课驻上海特战总部 |
| 李颖   | 冯太太 | 冯子雄之妻，冯曼娜之母。 与丈夫都是日本间谍，汉奸身份。 协助丈夫打理谍报网。  |
| 陶昕然 | 冯曼娜 | 冯子雄之女 详见主要角色 参见日本特高课驻上海特战总部                          |
| 宋词   | 柳妈   | 冯家保姆                                                                      |

### 其他角色
| 演员   | 角色     | 简介                     |
| 张文婷 | 凯丽     | 胭脂与曼娜同学。         |
| 闫飞龙 | 日波耶夫 | 俄罗斯间谍               |
| 周迪   | 阮欣欣   | 日波耶夫情人             |
| 火线   | 鲍威尔   | 英国象棋大师，世界冠军   |
| 谢瓦   | 杰克逊   | 美国象棋大师，世界冠军   |
| 华栖龙 | 史密斯   | 密码技术专家             |
| 葛兆梅 | 杏子阿姨 | 宋勉朋友，曾收留过胭脂。 |

## 電視劇歌曲
| 曲序 | 曲目               |      | 作曲   | 演唱者 |
| ---- | ------------------ | ---- | ------ | ------ |
| 1.   | 心念（主題曲）     | 陈曦 | 董冬冬 | 趙麗穎 |
| 2.   | 爱让我勇敢（插曲） | 陈曦 | 董冬冬 | 汪苏泷 |

## 收視率
(由csm数据参考而来，收视率包括全天收视指数和市场(收视)份额参数)
| 平台     | 平均收视率 | 平均市場份額 |
| 东方卫视 | 0.875      |              |

## 作品的變遷
| 中国 東方衛視 梦想剧场 · 每周日至周五19:30两集连播，周六19:30播出一集   | 中国 東方衛視 梦想剧场 · 每周日至周五19:30两集连播，周六19:30播出一集 | 中国 東方衛視 梦想剧场 · 每周日至周五19:30两集连播，周六19:30播出一集 |
| ----------------------------------------------------------------------- | --------------------------------------------------------------------- | --------------------------------------------------------------------- |
|                                                                         | 胭脂 （2016年9月27日－10月21日）                                      |                                                                       |
| 中国式关系 （2016年9月7日－9月26日）                                    | 红旗漫卷西风 （2016年10月21日－11月10日）                             |                                                                       |
| 中国 浙江衛視 中国蓝剧场 · 每周日至周五19:30两集连播，周六19:30播出一集 |                                                                       |                                                                       |
| 爱情万万岁 （2016年9月8日－9月26日）                                    | 胭脂 （2016年9月27日－10月21日）                                      | 我是红军 （2016年10月21日－11月6日）                                  |

|below=2017年5月1日起黄金剧场更名为东方剧场，2018年8月7日起周播剧场更名为精品剧场
}}